# The New Europe
The New Europe, subtitulado «A Weekly Review of Foreign Politics», fue un semanario de política publicado en el Reino Unido entre 1916 y 1920.
Costeado por David Davies, difundió ideas relacionadas con el federalismo, así como la defensa de la emancipación de diversas naciones eslavas respecto de las Potencias Centrales. Al frente de la publicación estuvo el activista político e historiador Robert William Seton-Watson y entre sus colaboradores se encontraron nombres como los de Robert Erskine Childers, Anatole France, los hermanos Reginald «Rex» Leeper y Alexander Wigram Allen Leeper, Henry Wickham Steed, A. F. Whyte, Ronald Burrows, Oscar Browning, James Frazer, Tomáš Masaryk, Bernard Pares, Samuel Hoare, Leonard Woolf o Salvador de Madariaga, entre otros.